# 成少安
成少安 (1963年—)，教授，主要从事生物质能源和氢能开发、环境微生物电化学、废水处理和能量回收技术等方面的研究工作。入选中华人民共和国教育部2008年度"长江学者"特聘教授。曾承担“863”科技计划。